# Witte varenbladgalmug
De witte varenbladgalmug (Dasineura pteridicola) is een muggensoort uit de familie van de galmuggen (Cecidomyiidae). De wetenschappelijke naam van de soort is voor het eerst geldig gepubliceerd in 1901 door Kieffer.